# Andrejs Vlascenko
Andrejs Vlascenko, né le 15 juin 1974 à Weimar (Thuringe), est un patineur artistique letton puis allemand. Il est quadruple champion d'Allemagne dans les années 1990.

## Biographie

### Carrière sportive
Andrejs Vlaščenko est né le 15 juin 1974 à Weimar, en Allemagne de l'Est, alors que son père y était stationné avec l'armée soviétique. Sa famille est ensuite retournée en Union soviétique et il grandit en Lettonie. Il commence à patiner en 1980.
Il commence sa carrière sportive au début des années 1990 et représente la Lettonie (1992-1994). Il représente ce pays balte aux mondiaux juniors de 1993 à Séoul, aux championnats d'Europe de 1994 à Copenhague, aux Jeux olympiques d'hiver de 1994 à Lillehammer et aux mondiaux seniors de 1994 à Chiba.
Il déménage en Allemagne en 1994, avec son entraîneur Anzhelika Surupova, et représente son nouveau pays pendant 10 saisons (1994–2004). Il va devenir quadruple champion d'Allemagne en 1995, 1996, 1997 et 1999. Ses rivaux nationaux principaux sont Ronny Winkler, Sven Meyer, Stefan Lindemann et Silvio Smalun. Il patine d'abord au club de Stuttgart (TuS Stuttgart Eissport), puis au club de Füssen (EV Füssen). Au cours de l'été 2000, il quitte son entraîneur Anzhelika Surupova et rejoint le club de Munich (Münchener Eislauf-Verein) où il est entraîné par Steffie Ruttkies, puis par Alexander Wedenin à partir de 2002.
Il représente l'Allemagne à huit championnats européens (1996 à Sofia, 1997 à Paris, 1998 à Milan, 1999 à Prague, 2000 à Vienne, 2001 à Bratislava, 2002 à Lausanne et 2004 à Budapest), et sept mondiaux (1996 à Edmonton, 1997 à Lausanne, 1998 à Minneapolis, 1999 à Helsinki, 2000 à Nice, 2002 à Nagano et 2003 à Washington).
À l'automne 1997, la naturalisation d'Andrejs Vlascenko en Allemagne est rejetée parce qu'il s'était fait remarquer en conduisant. Il a en effet conduit une fois sans permis et une fois sous l'emprise de l'alcool. L'absence de citoyenneté allemande l'empêche de participer aux Jeux olympiques d'hiver pour l'Allemagne.
Il arrête les compétitions sportives après les championnats européens de 2004, à l'âge de 29 ans.

### Reconversion
Andrejs Vlascenko vit et travaille comme entraîneur à Dortmund et Herford (2004-2007), puis à Munich (depuis mars 2007).

### Famille
Il se marie à Elena en septembre 2005. Ils ont un fils, Alexander.

## Palmarès
| Compétition                         | 1993    | 1994    | 1995    | 1996    | 1997    | 1998    | 1999    | 2000    | 2001    | 2002    | 2003    | 2004    |  |  |
| Jeux olympiques d'hiver             |         | 21e     |         |         |         |         |         |         |         |         |         |         |  |  |
| Championnats du monde               |         | 11e     |         | 8e      | 6e      | 5e      | 9e      | 16e     |         | 10e     | 17e     |         |  |  |
| Championnats d’Europe               |         | 9e      |         | A       | 6e      | 4e      | 4e      | 7e      | 6e      | 8e      |         | 7e      |  |  |
| Championnats d'Allemagne            |         |         | 1er     | 1er     | 1er     | 2e      | 1er     | F       | 2e      | 2e      | 3e      | 2e      |  |  |
| Championnats du monde juniors       | 8e      |         |         |         |         |         |         |         |         |         |         |         |  |  |
|                                     |         |         |         |         |         |         |         |         |         |         |         |         |  |  |
| Grand Prix ISU                      | 1992/93 | 1993/94 | 1994/95 | 1995/96 | 1996/97 | 1997/98 | 1998/99 | 1999/00 | 2000/01 | 2001/02 | 2002/03 | 2003/04 |  |  |
| Finale du Grand Prix                |         |         |         |         |         |         | 6e      |         |         |         |         |         |  |  |
| Skate America                       |         |         |         | 5e      |         |         |         |         |         |         |         | 4e      |  |  |
| Skate Canada                        |         |         |         | 10e     | 8e      |         |         |         | 7e      | 6e      |         |         |  |  |
| Coupe de Chine                      |         |         |         |         |         |         |         |         |         |         |         | 10e     |  |  |
| Coupe d'Allemagne                   |         |         |         | 5e      | 7e      | 7e      | 3e      | 6e      |         |         | 7e      |         |  |  |
| Trophée de France                   |         |         |         |         |         |         | 6e      |         |         | 3e      |         |         |  |  |
| Coupe de Russie                     |         |         |         |         | 9e      |         |         | 4e      |         |         | 4e      |         |  |  |
| Trophée NHK                         |         |         |         |         |         | 7e      | 4e      |         | 6e      |         |         |         |  |  |
| Légende : F = Forfait ; A = Abandon |         |         |         |         |         |         |         |         |         |         |         |         |  |  |